# Artasires (noble)
Artasires fou un noble persa nadiu d'Hircània cortesà amb el rei Cambises II de Pèrsia (530-522 aC).
Va ajudar a Darios I de Pèrsia quan va matar Smerdis de Pèrsia i va prendre el poder a l'imperi. L'esmenta Ctèsies. És possible que es tracti de la mateixa persona que fou sàtrapa d'Hircània abans del 550 aC. Vegeu Artasires (sàtrapa).